# Katedrala sv. Josipa u Ankawi
Katedrala sv. Josipa u Ankawi stolna je crkva kaldejske katoličke nadbiskupije Erbil.

## Povijest
Gradnja katedrale sv. Josipa započela je 1978. godine, dok je Stephan Babaka bio nadbiskup Erbila. Izgrađena je uz pomoć iračke vlade te dobrovoljnim radom naroda iz Ankawe. Katedrala je završena s gradnjom 1981. godine. Katedrala je dizajnirana u osebujnom babilonskom stilu, uključujući sam ulaz po uzoru na Ištarine dveri. Katedrala je sjedište kaldejske katoličke nadbiskupije Erbil.